# ワン (ハリー・ニルソンの曲)
「ワン」（One）は、ハリー・ニルソンが作詞作曲した楽曲。1968年発表。翌1969年にスリー・ドッグ・ナイトがカバーしたバージョンが大ヒットした。

## ハリー・ニルソンのバージョン
1968年2月、シングルとして発表された。B面はアルバム未収録で、デヴィッド・モロウが書いた「Sister Marie」。「Sister Marie」はその後、『The RCA Albums Collection』（2013年）などのコンピレーション・アルバムに収録された。A面の「ワン」は同年7月発売のアルバム『空中バレー（Aerial Ballet）』に収録された。
1971年に発売されたリミックス・アルバム『Aerial Pandemonium Ballet』に収録されたバージョンはダブル・ベースの音が強調され、曲の長さが短い。

## スリー・ドッグ・ナイトのバージョン
1968年10月16日発売のデビュー・アルバム『Three Dog Night』に収録された。リード・ボーカルはチャック・ネグロン。1969年4月にシングルカットされ、同年6月28日から7月12日にかけて3週連続でビルボード・Hot 100の5位を記録した。シングルのB面にはザ・バンドの「チェスト・フィーヴァー」のカバーが収録された。1969年の年間チャートの11位を記録し、ゴールドディスクに輝いた。

## その他のバージョン
- アル・クーパー - 1969年のアルバム『アイ・スタンド・アローン』に収録。
- ボビー・ヴィー - 1969年のアルバム『Gates, Grills & Railings』に収録。
- ザ・ニュー・シーカーズ - 1971年のアルバム『Beautiful People』に収録。
- 清水仁 - 1986年のアルバム『ONE』に日本語カヴァー版として収録。
- エイミー・マン - 1995年のトリビュート・アルバム『For the Love of Harry: Everybody Sings Nilsson』に収録。
- ドッケン - 1999年のアルバム『Erase the Slate』に収録。
- ネイサン・レイン - 2002年のコンピレーション・アルバム『Music from and Inspired by Stuart Little 2』に収録。